# Mark Alt
Mark Alt, född 18 oktober 1991, är en amerikansk professionell ishockeyspelare som är kontrakterad till NHL-organisationen Los Angeles Kings och spelar för deras primära samarbetspartner Ontario Reign i AHL.  
Han har tidigare spelat på NHL-nivå för Colorado Avalanche och Philadelphia Flyers och på lägre nivåer för Colorado Eagles, Lehigh Valley Phantoms och Adirondack Phantoms i AHL samt Minnesota Golden Gophers (University of Minnesota) i NCAA.
Alt draftades i andra rundan i 2010 års draft av Carolina Hurricanes som 53:e spelare totalt.
Han är son till den före detta amerikanska fotbollsspelaren John Alt som spelade för Kansas City Chiefs i National Football League (NFL) mellan 1984 och 1996.

## Statistik
| 2007–2008   | Cretin-Derham Hall       |             | 17  | 1  | 5  | 6  | 4   | — | — | — | — | — |
| 2008–2009   | Cretin-Derham Hall       |             | 26  | 11 | 16 | 27 | 10  | — | — | — | — | — |
| 2009–2010   | Team Northeast           |             | 24  | 13 | 9  | 22 | —   | — | — | — | — | — |
|             | Cretin-Derham Hall       |             | 24  | 6  | 14 | 20 | 20  | — | — | — | — | — |
| 2010–2011   | Minnesota Golden Gophers | NCAA        | 35  | 2  | 8  | 10 | 22  | — | — | — | — | — |
| 2011–2012   | Minnesota Golden Gophers | NCAA        | 43  | 5  | 17 | 22 | 43  | — | — | — | — | — |
| 2012–2013   | Minnesota Golden Gophers | NCAA        | 39  | 0  | 7  | 7  | 20  | — | — | — | — | — |
|             | Adirondack Phantoms      | AHL         | 6   | 1  | 1  | 2  | 2   | — | — | — | — | — |
| 2013–2014   | Adirondack Phantoms      | AHL         | 75  | 4  | 22 | 26 | 31  | — | — | — | — | — |
| 2014–2015   | Philadelphia Flyers      | NHL         | 1   | 0  | 0  | 0  | 0   | — | — | — | — | — |
|             | Lehigh Valley Phantoms   | AHL         | 44  | 2  | 8  | 10 | 18  | — | — | — | — | — |
| 2015–2016   | Lehigh Valley Phantoms   | AHL         | 72  | 4  | 15 | 19 | 46  | — | — | — | — | — |
| 2016–2017   | Lehigh Valley Phantoms   | AHL         | 40  | 1  | 10 | 11 | 10  | 5 | 0 | 0 | 0 | 2 |
| 2017–2018   | Philadelphia Flyers      | NHL         | 8   | 0  | 0  | 0  | 2   | — | — | — | — | — |
|             | Lehigh Valley Phantoms   | AHL         | 23  | 5  | 5  | 10 | 8   | — | — | — | — | — |
|             | Colorado Avalanche       | NHL         | 7   | 0  | 0  | 0  | 0   | — | — | — | — | — |
| 2018–2019   | Colorado Eagles          | AHL         | —   | —  | —  | —  | —   | — | — | — | — | — |
| NHL totalt  | NHL totalt               | NHL totalt  | 16  | 0  | 0  | 0  | 2   | — | — | — | — | — |
| AHL totalt  | AHL totalt               | AHL totalt  | 260 | 17 | 61 | 78 | 115 | 5 | 0 | 0 | 0 | 2 |
| NCAA totalt | NCAA totalt              | NCAA totalt | 117 | 7  | 32 | 39 | 85  | — | — | — | — | — |